# Dobrzejewice
Dobrzejewice – wieś w Polsce położona w województwie kujawsko-pomorskim, w powiecie toruńskim, w gminie Obrowo.
| SIMC    | Nazwa       | Rodzaj     |
| ------- | ----------- | ---------- |
| 0847370 | Olszówka    | przysiółek |
| 0847386 | Plebanka    | przysiółek |
| 0847392 | Pod Łążynek | przysiółek |

Do 1954 roku i przejściowo w 1973 roku miejscowość była siedzibą gminy Dobrzejewice. W latach 1954–1971 wieś należała i była siedzibą władz gromady Dobrzejewice, po jej zniesieniu w gromadzie Kawęczyn. W latach 1975–1998 miejscowość administracyjnie należała do województwa toruńskiego. Według danych Urzędu Gminy Obrowo (31.12.2018 r.) liczyła 772 mieszkańców. Jest siódmą co do wielkości miejscowością gminy Obrowo.
Urodził się tu Kazimierz Czerwiński – porucznik broni pancernych Polskich Sił Zbrojnych na Zachodzie i Armii Krajowej, cichociemny.
W miejscowości jest przystanek kolejowy Dobrzejewice.